# چیزی برای به خاطر داشتن
«چیزی برای به خاطر داشتن» (به انگلیسی: Something to Remember) آلبومی از هنرمند اهل ایالات متحده آمریکا مدونا است که در سال ۱۹۹۵ میلادی منتشر شد.